# A Mata Negra
A Mata Negra é um filme brasileiro do gênero terror sobrenatural de 2018. É dirigido e roteirizado por Rodrigo Aragão, conta com Carol Aragão no papel principal e atuações de Jackson Antunes e Clarissa Pinheiro.

## Sinopse
Em uma floresta no interior do Brasil, Clara, uma jovem garota, passa por uma terrível mudança em sua vida quando ela encontra o Livro Perdido de Cipriano, em que a Magia Sombria, além conceder poder e riqueza a quem o possui, é capaz de soltar um terrível mal sobre a Terra.

## Elenco
- Carol Aragão ... Clara
- Jackson Antunes ... Francisco das Graças
- Clarissa Pinheiro ... Maria
- Elbert Merlin ... Jean
- Mayra Alarcon ... Abigail
- Francisco Gaspar ... José
- Vinicius Duarte ... Agnaldo
- Margareth Galvão ... Dona Vera
- Patrícia Eugênio ... A Feiticeira
- Walderrama dos Santos ... Albino
- Lívia Memeguini ... Clara (criança)

## Recepção
Marcelo Müller, do site Papo de Cinema, avaliou o filme positivamente escrevendo: "O cineasta não se furta de fazer uso de animatrônicos bizarros, demônios imponentes e muito bem caracterizados, além de escancarar assassinatos, provocando escorrimento desenfreado de sangue."
Luiz Zanin Oricchio, do O Estado de São Paulo, disse: "Recheado de boas ideias, o filme paga, no entanto, o preço de suas referências e envereda por uma estética trash intensificada no final. Esse excesso de ênfase acaba por enfraquecê-lo."

## Principais prêmios e indicações
| Ano  | Associações                                          | Categoria              | Nomeações      | Resultado | Ref.  |
| ---- | ---------------------------------------------------- | ---------------------- | -------------- | --------- | ----- |
| 2019 | Festival Internacional de Cinema Fantástico do Porto | Melhor Roteiro         | Rodrigo Aragão | Venceu    |       |
| 2019 | Fixion Fest                                          | Prêmio do Júri         | Rodrigo Aragão | Indicado  |       |
| 2019 | Prêmio Guarani de Cinema Brasileiro                  | Melhor Efeitos Visuais | André Rios     | Indicado  | [ 4 ] |
| 2019 | Prêmio Guarani de Cinema Brasileiro                  | Melhor Maquiagem       | Rodrigo Aragão | Indicado  | [ 4 ] |